# Викстрём, Волмар
Волмар Валдемар Викстрём (фин. Volmar Valdemar Wikström; 27 декабря 1889, Паргас, Великое княжество Финляндское — 10 июня 1957, Хельсинки, Финляндия) — финский борец, призёр Олимпийских игр.

## Биография
Родился 27 декабря 1889 года в Паргасе, в Великом княжестве Финляндском. В 1912 году принял участие в Олимпийских играх в Стокгольме, где соревновался по правилам греко-римской борьбы, но не завоевал медалей. В 1914 году он занял первое место на неофициальном чемпионате Европы по греко-римской борьбе в Вене.
В 1921 году Волмар Викстрём стал обладателем серебряной медали чемпионата мира по греко-римской борьбе. В 1924 году он стал чемпионом Финляндии по вольной борьбе, а на Олимпийских играх в Париже завоевал серебряную медаль по правилам вольной борьбы.